# 羅嘉瑞
羅嘉瑞，GBS，JP（1947年2月19日—），香港交易所上市公司鷹君集團有限公司（港交所：0041）主要股東、主席及董事總經理，財務委員會主席及多間附屬公司之董事、冠君產業信託及朗廷酒店投資的管理人之主席及非執行董事、香港地產建設商會副主席及香港經濟研究中心董事。

## 簡歷
羅嘉瑞，籍貫廣東普寧，生於1947年，畢業麥紀爾大學獲理學士學位及於康奈爾大學取得醫學博士學位，並於密西根大學醫院獲內科及心血管疾病認證。羅醫生於1980年被委任為鷹君集團有限公司董事，至今於香港及海外各地從事物業與酒店發展及投資業務逾40年。羅醫生亦曾為香港交易及結算所有限公司董事、主板及創業板上市委員會主席、香港金融管理局外匯基金諮詢委員會委員、香港上市公司商會主席、香港特別行政區醫院管理局主席、香港機場管理局董事局成員及香港特別行政區大學教育資助委員會委員。

## 成就
- 2003年——鑑於羅醫生對香港醫療及金融行業的貢獻，獲政府授予「金紫荊星章」
- 2005年——獲亞太區酒店業會議(Asia Pacific Hotel Industry Conference)評選為「年度最佳酒店經理人」
- 2005年——香港商業獎的商業成就獎(DHL/南華早報Hong Kong Business Person of the Year for 2005).